# え
え або エ (/e/; МФА: [e] • [e̞]; укр. e) — склад в японській мові, один зі знаків японської силабічної абетки кана. Становить 1 мору. Розміщується у комірці 4-го рядка 1-го стовпчика таблиці ґодзюон.

## Короткі відомості

### Опис
Фонема сучасної японської мови: один з 5 голосних звуків. Позначається /e/. Вимовляється з середньо розкритим ротом.
Займає проміжну позицію між неогубленим голосним переднього ряду високо-середнього піднесення [e] та неогубленим голосним середнього ряду високо-середнього піднесення [ɛ].
У Міжнародному фонетичному алфавіті позначається символами [e̞] • [ɛ̝̟]. Часто для зручності записується просто як [e].

### Порядок
Місце у системах порядку запису кани:
- Порядок ґодзюону: 4.
- Порядок іроха: 34. Між こ і て.

### Абетки
- Хіраґана: え

Походить від скорописного написання ієрогліфа 衣 (e, вбрання).
- Катакана: エ

Походить від правої складової ієрогліфа 江 (е, річка).
- Манйоґана: 江 • 枝 • 得 • 恵 • 獲 • 会 • 柄 • 重 • 栄 • 衣

### Транслітерації
- Кирилиця:
Система Поліванова: Е (е).
Альтернативні системи: Е (е).
- Латинка
Система Хепберна: Е (е).
Японська система: Е (е).
JIS X 4063: е
Айнська система: Е (е).

### Інші системи передачі
- Шрифт Брайля:
| ●● ●－ －－ |
- Радіоабетка: Ейґо но Е (英語のエ; «е» англійської)
- Абетка Морзе: －・－－－